# Fumo Liyongo
Fumo Liyongo (parfois Fumo Liongo) est un écrivain et un chef guerrier swahili ayant vécu sur la côte nord de l'Afrique de l'Est quelque part entre le IXe siècle et le XIIIe siècle, et devenu par la suite le personnage central d'un important ensemble de poèmes, de chansons et de récits transmis par tradition orale puis par écrit. Il est l'une des figures les plus importantes de la culture swahilie.

## Biographie
L'existence historique de Fumo Liyongo est très mal renseignée et fait encore parfois l'objet de controverses. La période à laquelle il aurait vécu est incertaine : selon les hypothèses, elle oscille entre le IXe siècle et le XIIIe siècle voire jusqu'au XVIIe siècle pour les datations les plus basses.

## Le cycle de Liyongo

### Sources écrites et orales
Le cycle de Liyongo a été transmis par tradition orale et par des sources écrites. La tradition orale comprend les chansons et les danses données à l'occasion des cérémonies de mariage dans les régions où le héros est connu. La forme musicale traduite par chanson est appelée en swahili utumbouizo tandis que les poèmes sont des utendi. Parmi les danses au cours desquelles est évoqué Fumo Liyogo figure la danse gungu.
Les sources écrites comprennent des manuscrits conservés à Mombasa au Kenya ou en Europe (à Londres et Hambourg notamment),. Beaucoup de manuscrits emploient l'alphabet arabe pour noter le dialecte swahili ; quelques-uns sont en alphabet latin. En revanche, Fumo Liyongo n'est pas mentionné dans les chroniques historiques swahilies.

### Langue et style
Le cycle a été transmis dans plusieurs dialectes swahilis, dont le kiamu, parlé au Nord du Kenya,. Le style employé est allusif et parfois obscur. Les poèmes emploient plusieurs types de vers. Beaucoup se fondent sur la récurrence d'une rime unique tout au long d'un même poème.

### Canevas et principaux épisodes
Dans son cycle légendaire, Fumo Liyongo est présenté à la fois comme un héros guerrier, plus grand que la moyenne et archer hors pair, et comme un poète auteur de nombreuses œuvres, dont certaines relatant ses propres aventures. Son ennemi principal est son cousin, Fumo Mwingari ou Daudi Mwingari. Daudi Mwingari est le sultan de Pate et le cousin maternel de Liyongo : il considère Liyongo comme un usurpateur potentiel, tandis que Liyongo lui-même se présente comme l'héritier légitime du royaume et conteste la succession. Mwingari tente à plusieurs reprises de se débarrasser de Liyongo, ce qui revient à lui donner l'occasion d'accomplir exploit sur exploit.
Le sultan Mwingari emploie d'abord la ruse en arrangeant un mariage entre Liyongo et une belle femme oromo, ce qui revient à l'éloigner de Pate. Après le mariage, Mwingari met à prix la tête de Liyongo auprès des tribus Sanye (ou Boni) et aux Dahalo, mais Liyongo triomphe des hommes venus pour le tuer.
Un épisode connu est la chanson de la geôle, dans laquelle le héros est mis en prison par les hommes de Mwingari, mais parvient à s'évader avec l'aide de sa mère, qui cache une lime dans un pain qu'elle lui fait parvenir,. Liyongo peut alors limer ses chaînes et s'évader, à la grande terreur de Mwingari qui ne sait plus que faire.
Dans un autre épisode, un roi ennemi tend un piège à Liyongo en organisant un tournoi de tir à l'arc auquel le héros ne peut que vouloir venir participer ; mais Liyongo parvient à la fois à remporter le tournoi et à s'échapper indemne. Cet épisode a été rapproché d'un épisode très similaire des aventures du héros britannique Robin des Bois, ce qui a conduit des savants comme Kenneth Simala à émettre l'hypothèse d'une source plus ancienne commune aux deux épisodes.
Dans une autre aventure, Fumo Liyongo est emprisonné à la suite d'un conflit de succession. Il chante des messages codés avec tant de talent que ses geôliers ne peuvent s'empêcher de se mettre à danser, et il profite alors de la confusion pour s'évader.
L’utendi wa Mwana Manga est un poème amoureux légèrement érotique en l'honneur d'une noble dame, la Mwana Manga ou dame du Nord venue d'Arabie, poème qui se distingue de la majorité du cycle par le fait qu'il est visiblement influencé par la littérature arabe. Un autre poème d'amour du cycle célèbre la bonté d'une autre dame, Mwana Nazi.
La mort de Liyongo survient toujours à cause d'une traîtrise. Mwingari parvient finalement à corrompre le fils de Liyongo et de son épouse oromo, en lui promettant de lui accorder des honneurs royaux et de lui donner sa fille en mariage. Le fils obtient alors par la ruse le secret de l'unique point faible de Liyongo : il ne peut être tué que par une dague en cuivre. Liyongo soupçonne la trahison et maudit son fils, mais cela ne l'arrête pas. Le fils poignarde Liyongo pendant son sommeil. Malgré la blessure, Liyongo parvient à se lever et à prendre ses armes, puis à se lancer à la poursuite de l'assassin, jusqu'à l'un des puits du village. Sentant la mort approcher, Liyongo s'agenouille et se place en position d'embuscade. Il reste ainsi pendant trois jours, au bout desquels sa mère se rend compte qu'il est mort et tout le village prend le deuil.

## Postérité et évocations dans les arts
Fumo Liyongo est évoqué dans la littérature africaine contemporaine. En 1913, Muhamadi Kijuma  écrit en swahili Utenzi wa Fumo Liyongo (L'épopée de Fumo Liyongo). L'auteur kényan Abdilatif Abdalla a par la suite réédité ce livre en 1973 (Institute of Kiswahili Research, University of Dar es Salaam),. La figure de Fumo Liyongo est centrale dans le diptyque Kililana Song de Benjamin Flao.